# Borsod-Abaúj-Zemplén vármegyei 7. sz. országgyűlési egyéni választókerület
A Borsod-Abaúj-Zemplén vármegyei 7. számú országgyűlési egyéni választókerület egyike annak a 106 választókerületnek, amelyre a 2011. évi CCIII. törvény Magyarország területét felosztja, és amelyben a választópolgárok egy-egy országgyűlési képviselőt választhatnak. A választókerület nevének szabványos rövidítése: Borsod-Abaúj-Zemplén 07. OEVK. Székhelye: Mezőkövesd

## Területe
A választókerület az alábbi településeket foglalja magába:
1. Ároktő
2. Berzék
3. Bogács
4. Borsodgeszt
5. Borsodivánka
6. Bükkábrány
7. Bükkaranyos
8. Bükkszentkereszt
9. Bükkzsérc
10. Cserépfalu
11. Cserépváralja
12. Csincse
13. Egerlövő
14. Emőd
15. Gelej
16. Harsány
17. Hejőbába
18. Hejőkeresztúr
19. Hejőkürt
20. Hejőpapi
21. Hejőszalonta
22. Igrici
23. Kács
24. Kisgyőr
25. Kistokaj
26. Köröm (település)
27. Mályi
28. Mezőcsát
29. Mezőkeresztes
30. Mezőkövesd
31. Mezőnagymihály
32. Mezőnyárád
33. Muhi
34. Nagycsécs
35. Négyes
36. Nemesbikk
37. Nyékládháza
38. Ónod
39. Répáshuta
40. Sajóhídvég
41. Sajólád
42. Sajópetri
43. Sály
44. Szakáld
45. Szentistván
46. Szomolya
47. Tard
48. Tibolddaróc
49. Tiszabábolna
50. Tiszadorogma
51. Tiszakeszi
52. Tiszatarján
53. Tiszavalk
54. Vatta

## Országgyűlési képviselője
| Név           | Párt                                         | Párt        | Terminus | Megjegyzés                                   |
| ------------- | -------------------------------------------- | ----------- | -------- | -------------------------------------------- |
| Tállai András |                                              | Fidesz-KDNP | 2014 –   | A 2014-es országgyűlési választás eredménye: |
| Tállai András | A 2018-as országgyűlési választás eredménye: | Fidesz-KDNP | 2014 –   |                                              |
| Tállai András | A 2022-es országgyűlési választás eredménye: | Fidesz-KDNP | 2014 –   |                                              |

## Demográfiai profilja
| Iskolai végzettség                | Iskolai végzettség               | Iskolai végzettség | Iskolai végzettség | Iskolai végzettség |
| --------------------------------- | -------------------------------- | ------------------ | ------------------ | ------------------ |
|                                   |                                  |                    |                    | fő                 |
| Általános iskolát nem végezte el  | Általános iskolát nem végezte el |                    | 2365               | 2365               |
| Általános iskola                  | Általános iskola                 |                    | 17802              | 17802              |
| Szakmunkás                        | Szakmunkás                       |                    | 19361              | 19361              |
| Érettségi                         | Érettségi                        |                    | 23269              | 23269              |
| Diploma                           | Diploma                          |                    | 10505              | 10505              |
| A 2022. évi népszámlálás szerint. |                                  |                    |                    |                    |

A Borsod-Abaúj-Zemplén vármegyei 7. sz. választókerület lakónépessége 2022. október 1-jén 91 535 fő volt. A 2011-es és a 2022-es népszámlálás között 5626 fővel csökkent a választókerület lakosság száma. A választókerületben a korösszetétel alapján a legtöbben a középkorúak élnek 31 584 fővel, míg a legkevesebben az időskorúak 17 740 fővel. A választókerület lakosságának a 81,4%-nál van internet elérési lehetőség.
A legmagasabb befejezett iskolai végzettség szerint az érettségi végzettséggel rendelkezők élnek a legtöbben 23 269 fő, utánuk a következő nagy csoport a szakmunkások 19 361 fővel.
Gazdasági aktivitás szerint a lakosság közel fele foglalkoztatott 40 722 fő, második legjelentősebb csoport az inaktív keresők, akik főleg nyugdíjasok 22 860 fővel.
A választókerület legjelentősebb nemzetiségi csoportja a cigány 2269 fő, illetve a szlovák 453 fő. Magyar állampolgársággal nem rendelkező külföldi állampolgárok aránya 0,6%.
Vallási összetétel szerint a választókerületben lakók legnagyobb vallása a római katolikus (24 035 fő), valamint jelentős közösség még a reformátusok (12 621 fő). A vallási közösséghez nem tartozók száma szintén jelentős (6178 fő), a választókerületben a harmadik legnagyobb csoport a római katolikusok és a reformátusok után.

## Országgyűlési választások

### 2022
A 2022-es országgyűlési választáson az alábbi jelöltek indultak:
- Tállai András (FIDESZ-KDNP) – 60,42%
- Sermer Ádám (DK-Jobbik-Momentum-MSZP-LMP-Párbeszéd) - 31,27%

- Szajlai János (Mi Hazánk) -7,52%
- Blau Sándor (MKKP) - 2,02%
- Kertész Gyula (MEMO) - 1,20%

| Párt                             | Párt                   | Jelölt                 | Szavazatok | %     | ± %   |
| -------------------------------- | ---------------------- | ---------------------- | ---------- | ----- | ----- |
|                                  | Fidesz-KDNP            | Tállai András          | 28 718     | 54,79 | 7,59  |
|                                  | Jobbik                 | Lukács Attila          | 16 389     | 31,27 | 3,9   |
|                                  | MSZP-Párbeszéd         | Kormos Anna            | 4390       | 8,38  | 10,59 |
|                                  | LMP                    | Ambrus Gyöngyi         | 1771       | 3,38  | 1,42  |
|                                  | Munkáspárt             | Dr. Szücs Lajos        | 201        | 0,38  | 0,37  |
|                                  | Együtt                 | Kiss Tamás             | 126        | 0,24  | 18,73 |
|                                  | Egyéb pártok           |                        | 822        | 1,56  | 2,015 |
| Megjelent                        | Megjelent              | Megjelent              | 52 993     | 68,79 | 8,43  |
| Választópolgárok száma           | Választópolgárok száma | Választópolgárok száma | 77 039     | 100   | 2,21  |
| A Fidesz-KDNP tartja a körzetet. |                        |                        |            |       |       |

| Párt                                | Párt                   | Jelölt                 | Szavazatok | %     |
| ----------------------------------- | ---------------------- | ---------------------- | ---------- | ----- |
|                                     | Fidesz-KDNP            | Tállai András László   | 22 124     | 47,2  |
|                                     | Jobbik                 | Dr. Bóta Mihály        | 12 829     | 27,37 |
|                                     | Összefogás             | Nyeste László          | 8894       | 18,97 |
|                                     | LMP                    | Vajda Péter            | 917        | 1,96  |
|                                     | Munkáspárt             | Dr. Szücs Lajos        | 338        | 0,75  |
|                                     | Szociáldemokraták      | Simkó István Tamás     | 88         | 0,19  |
|                                     | Egyéb pártok           |                        | 1672       | 3,57  |
| Megjelent                           | Megjelent              | Megjelent              | 47 531     | 60,36 |
| Választópolgárok száma              | Választópolgárok száma | Választópolgárok száma | 78 747     | 100   |
| A Fidesz-KDNP nyeri meg a körzetet. |                        |                        |            |       |